# Heath Streak
Heath Hilton Streak (* 16. März 1974 in Bulawayo, Rhodesien; † 3. September 2023 in Matabeleland, Simbabwe) war ein simbabwischer Cricketspieler und -trainer, der zwischen 1993 und 2005 für die simbabwische Nationalmannschaft spielte und in den späteren Jahren auch ihr Kapitän war. Als erfolgreichster Kapitän des simbabwischen Teams trug er die Verantwortung während einer politisch schwierigen Zeit im simbabwischen Cricket.

## Kindheit und Ausbildung
Sein Vater Denis Streak spielte First-Class Cricket für Rhodesien. Er wuchs auf der Familien-Farm auf und fiel schon in der Schule als herausragender Cricketspieler auf.

## Aktive Karriere

### Etablierung in der Nationalmannschaft
Er hatte nur vier First-Class-Spiele absolviert, als die Selektoren ihn für das Nationalteam auswählten. Sein Debüt in der Nationalmannschaft gab er im ODI-Cricket November 1993 bei einem Fünf-Nationen-Turnier in Indien gegen Südafrika. Sein Test-Debüt folgte einen Monat später bei der Tour in Pakistan. Im zweiten Test der Serie gelangen ihm dann insgesamt acht Wickets als Bowler (3/58 und 5/56). Ein Jahr darauf konnte er gegen Sri Lanka ebenfalls als Bowler überzeugen, als ihm in der Test-Serie zwei Mal vier (4/79 und 4/97) und ein Mal drei Wickets (3/68) gelangen und er auch in den ODIs noch ein Mal 4 Wickets für 33 Runs erreichte. Im Januar 1995 konnte er dann gegen Pakistan in den Tests im ersten Spiel mit neun Wickets (6/90 und 3/15) einen wichtigen Anteil daran leisten das Follow-on einzufordern und so sein Team zum Test-Sieg zu führen. Auch im zweiten Test gelangen ihm ein Five-for (5/70) und im dritten konnte er in beiden Innings jeweils vier Wickets (4/53 und 4/52) erzielen und wurde insgesamt neben Inzamam-ul-Haq zum Spieler der Serie ausgezeichnet. Den Sommer verbrachte er für Hampshire im englischen nationalen Cricket. Im Oktober 1995 stach er dann erstmals als Batter heraus, als ihm im Test gegen Südafrika ein Fifty übver 53 Runs erreichte. In den ODI fügte er dann noch ein Mal 4 Wickets für 25 Runs im zweiten Spiel hinzu und wurde dafür als Spieler des spiels ausgezeichnet. In Neuseeland im Januar 1996 erzielte er im ersten Test zunächst 4 Wickets für 52 Runs, bevor er im zweiten insgesamt sieben Wickets (3/50 und 4/110) erreichte.
Daraufhin wurde er für den Cricket World Cup 1996 nominiert, wo ihm gegen Sri Lanka 3 Wickets für 60 Runs gelangen. Im September 1996 erreichte er bei den Tests in Sri Lanka 3 Wickets für 54 Runs. In der Saison 1996/97 konnte er mit 4 Wickets für 43 Runs in den Tests und 3 Wickets für 30 Runs in den ODIs als Bowler gegen England seinen Beitrag leisten. Im Februar folgte im ODI gegen Indien ein Five-for (5/32), wofür er beim Gewinn des Spiels als Spieler des Spiels ausgezeichnet wurde. Zum Abschluss der Saison erreichte er dann noch bei einem Drei-Nationen-Turnier in den Vereinigten Arabischen Emiraten drei (3/37) und vier (4/18) Wickets gegen Pakistan. Es sollte bis zum Jahresbeginn 1998 dauern, bis es ihm mit 4 Wickets für 84 Runs abermals gelang beim zweiten Test in Sri Lanka herauszustechen. Daraufhin konnte er dann bis zum Ende der Saison zwei weitere Male drei Wickets in den Tests in Neuseeland (3/105) und gegen Pakistan (3/42) erreichen.

### Aufstieg zum Kapitän
Im September 1998 kam dann Indien nach Simbabwe und Heath gelangen im Test (3/62) und ODI (3/33) jeweils drei Wickets. Im November folgten dann in Pakistan in den ODIs drei (3/40) und in den Tests vier (4/93) Wickets. Im Mai begann dann in England der Cricket World Cup 1999, bei dem ihm gegen Indien (3/36) und Südafrika (3/35) gelangen. Zu Beginn der Saison 1999/2000 erzielte er im Test gegen Australien ein Five-for (5/93). Im Februar folgten dann drei Wickets (3/26) in den ODIs gegen England, bevor er beim ersten Test in den West Indies insgesamt neun Wickets erreichte (4/45 und 5/27). Letzteres reichte jedoch nicht zum Sieg. Im Sommer 2000 kam es zu einem der seltenen Touren der simbabwischen Mannschaft in England. Im ersten Test konnte er 6 Wickets für 87 Runs erzielen und in einem Drei-Nationen-Turnier zusammen mit den West Indies gegen den Gastgeber den ODIs zwei Mal drei Wickets (3/59 und 3/30). Seine Bowling-Leistungen in dem Turnier führten dazu, dass sie unerwartet das Finale erreichten.
Im September 2000 wurde er dann für die Tour gegen Neuseeland als Kapitän des simbabwischen Teams benannt, womit er Andy Flower ersetzte. Bei der Tour erzielte er dann in den beiden Tests jeweils ein Fifty (51 und 54 Runs) und im zweiten ODI 3 Wickets für 50 Runs, wofür er beim Sieg des simbabwischen Teams als Spieler des Spiels ausgezeichnet wurde. In der Folge konnte er immer mehr auch als Batter herausragen. Im Dezember erzielte er in den ODIs in Indien ein Fifty über 51* Runs, gefolgt von einem weiteren über 79* Runs beim Sieg im dritten ODI in Neuseeland, für das er als Spieler des Spiels ausgezeichnet wurde. In einem Drei-Nationen-Turnier in Australien folgten dann gegen die West Indies erst 4 Wickets für 8 Runs, wofür er ausgezeichnet wurde, bevor er in einem weiteren Spiel 3 Wickets für 27 Runs erreichte. Am Ende der Saison gelangen ihm dann in der Test-Serie gegen Bangladesch drei (3/42) und vier (4/38) Wickets und wurde bei einem der seltenen Serien-Siegen als Spieler der Serie ausgezeichnet. Im Sommer folgte dann in der Test-Serien gegen Indien drei Wickets (3/69) und gegen die West Indies ein Fifty über 83* Runs.

### Rücktritt als Kapitän und Wiederernennung
Die Saison 2001/02 begann mit einem Fifty über 56 Runs in der ODI-Serie gegen England. Bei einem Drei-Nationen-Turnier in den Vereinigten Arabischen Emiraten konnte er dann gegen Sri Lanka mit 4 wickets für 59 Runs wieder als Bowler herausstechen. Als Kapitän stand er im ständigen Streit mit dem Verband und trat als Folge im Oktober 2001 mit der Begründung sich auf seine eigenen Leistungen konzentrieren wolle vom Amt zurück. Im November folgte dann eine Tour gegen Bangladesch, bei dem er im ersten Test ein Half-Century über 65 Runs erreichte und im dritten ODI 3 Wickets für 26 Runs als Bowler. Daraufhin reiste er mit dem Team nach Sri Lanka. in einem Drei-Nationen-Turnier erreichte er gegen den Gastgeber 3 Wickets für 51 Runs und gegen die West Indies ein Fifty über 57 Runs als Bowler. In der Test-Serie konntze er dann noch Mal 3 Wickets für 113 Runs erreichen. Im März erzielte er im zweiten Test in Indien 4 Wickets für 92 Runs. Bei der ICC Champions Trophy 2002 war er dann wieder als Kapitän berufen worden und erzielte dort gegen England ein Fifty über 50* Runs. Auch beim Cricket World Cup 2003 führte er das Team als Kapitän an und konnte dabei gegen Neuseeland ein Fifty über 72* Runs erreichen. Simbabwe erreichte bei dem die Super-6-Runde, auch weil England sich weigerte nach Simbabwe zu reisen und so das Spiel kampflos verlor. Nach dem Turnier spielte das Team bei einem Drei-Nationen-Turnier in den Vereinigten Arabischen Emiraten, bei dem er 3 Wickets für 36 Runs gegen Sri Lanka erreichte.
Im Sommer 2003 reiste er dann mit dem Team nach England. In den Tests erzielte er drei (3/99) und vier (4/64) Wickets. Bei dem folgenden Drei-Nationen-Turnier erzielt e er neben 4 Wickets für 21 gegen den Gastgeber auch zwei Fifties (54 und 50* Runs) gegen die West Indies. Die Saison 2003/04 begann mit einer Tour in Australien, bei dem er 71* Runs im ersten Test erzielte. Daraufhin kamen die West Indies nach Simbabwe. Im ersten Test erzielte er dabei sein erstes internationales Century über 127* Runs und wurde beim Remis als Spieler des Spiels ausgezeichnet. Beim zweiten Test fügte er noch einmal drei Wickets (3/39) hinzu. Beim Sieg im dritten ODI der Tour gelangen ihm neben einem Fifty über 65* Runs als Bowler 3 Wickets für 45 Runs, wofür er ebenfalls ausgezeichnet wurde. Im Januar folgte ein Drei-Nationen-Turnier in Australien, bei dem er zunächst gegen Indien 59* Runs erreichte, bevor er dann mit 64* Runs und 3 Wickets für 50 Runs gegen Australien herausstechen konnte. Im weiteren Turnierv erlauf folgten dann gegen beide Mannschaften noch ein Mal drei Wickets (3/53 und 3/45). Gegen Bangladesch erreichte er dann im ersten Test ein Half-Century über 68 Runs und 4 Wickets für 44 Runs als Bowler, bevor er in den ODIs ebenfalls 4 Wickets für 30 Runs erreichte. Für letzteres wurde er als Spieler des Spiels ausgezeichnet.

### Entlassung und Karriereende
Im April 2004 verkündete der simbabwische Verband, dass Streak zurückgetreten sei, nachdem dieser mehrere Forderungen über die Selektoren-Auswahl an diesen gestellt hatte. Er wurde daraufhin durch Tatenda Taibu ersetzt. Dieses führte dann zur Eskalation. Streak bestritt zurückgetreten zu sein und es wurden neue Ultimaten an den Verband gestellt. Der Verband entließ darauf 12 seiner Nationalspieler, die wiederum drohten die Korruption im Verband zu offenbaren. Nach weiteren Auseinandersetzungen forderte Streak dann den Weltverband auf Simbabwe zu suspendieren. Hintergrund waren die Auseinandersetzungen im Land unter Robert Mugabe und dass das Team bis dahin hauptsächlich durch weiße Spieler repräsentiert wurde. Im Dezember eröffnete Streak dann die Möglichkeit wieder für Simbabwe zu spielen und unterzeichnete im Februar dann wieder einen Vertrag mit dem simbabwischen Verband.
Im Folgemonat war er dann bei der Tour in Südafrika dabei und erzielte ein Fifty im zweiten Test (85 Runs) und im dritten ODI (68 Runs). Im August konnte er gegen Neuseeland im zweiten Test vier Wickets (4/73), bevor er gegen Indien dann noch ein Mal sechs Wickets (6/22) erreichte. Dies war jedoch sein letztes Spiel im Nationalteam. Er erklärte seine Priorität für Warwickshire in der englischen County Championship, wo er bis 2007 spielte. In 2008 spielte er in der nicht-sanktionierten Indian Cricket League.

## Nach der aktiven Karriere
Neben seiner Cricket-Karriere kümmerte er sich um die heimische Farm. Dort betrieb er zusammen mit seinem Vater Rinderzucht und ein Safari-Unternehmen. Unter der Landreform unter Robert Mugabe, bei der Farmland von weißen Farmern an die schwarze Bevölkerung verteilt wurde, wurden über 70 % des besessenen Farmlandes beschlagnahmt. Nachdem er das Spielen aufgab, übernahm er Bowling-Coach-Aufgaben für Simbabwe und Bangladesch. 2014 gründete er eine Cricket-Akademie in Bulawayo. 2016 wurde er zum Head-Coach für Simbabwe ernannt, jedoch entlassen, als man die Qualifikation für den Cricket World Cup 2019 verpasste. Weitere Coaching-Stationen während seiner Karriere waren Schottland, Somerset und in der Indian Premier League. Im Jahr 2021 wurde er vom Weltverband für die Weitergabe von Informationen, die für Wetten genutzt werden können, wegen Korruption für acht Jahre gesperrt.
Im Mai 2023 wurde bekannt, dass er an Darmkrebs erkrankt war, an dessen Folgen er im Alter von 49 Jahren im September 2023 verstarb. Er war verheiratet und hatte drei Kinder.